# Абрамово (Кімрський район)
Абрамово (рос. Абрамово) — присілок в Кімрському районі Тверської області Російської Федерації.
Населення становить 26 осіб. Входить до складу муніципального утворення Центральне сільське поселення.

## Історія
Від 2005 року входить до складу муніципального утворення Центральне сільське поселення.

## Населення
| 1859 | 1887 | 2002 | 2010 |
| ---- | ---- | ---- | ---- |
| 96   | ↗153 | ↘36  | ↘26  |